# Supercoppa italiana 1991
Supercoppa italiana 1991 byl čtvrtý ročník soutěže o trofej Supercoppa italiana, tedy o italský fotbalový Superpohár. Střetly se v něm týmy UC Sampdoria jakožto vítěz Serie A ze sezony 1990/91 a celek AS Řím, který se ve stejné sezoně (tj. 1990/91) stal vítězem italského fotbalového poháru Coppa Italia.
Zápas se odehrál 24. srpna 1991 v italském městě Janov na Stadio Luigi Ferraris. Zápas vyhrál na třetí pokus klub UC Sampdoria.

## Detaily zápasu
| 24. srpen 1991 20:30 SELČ |        |        |                                                              |
| UC Sampdoria              | 1 – 0  | AS Řím | Stadio Luigi Ferraris, Janov diváci: 21 120 rozhodčí: Lanesi |
| Mancini 75'               | Report |        | Stadio Luigi Ferraris, Janov diváci: 21 120 rozhodčí: Lanesi |

| UC Sampdoria | AS Řím |

| GK             | 1  | Gianluca Pagliuca   |  |     |
| RB             | 2  | Moreno Mannini      |  |     |
| CB             | 3  | Marco Lanna         |  |     |
| CB             | 5  | Pietro Vierchowod   |  |     |
| LB             | 6  | Srečko Katanec      |  |     |
| RM             | 7  | Attilio Lombardo    |  | 76' |
| CM             | 4  | Fausto Pari         |  |     |
| CM             | 8  | Toninho Cerezo      |  | 61' |
| LM             | 11 | Paulo Silas         |  |     |
| FW             | 9  | Gianluca Vialli     |  |     |
| FW             | 10 | Roberto Mancini     |  |     |
| Střídání:      |    |                     |  |     |
| MF             | 16 | Giovanni Invernizzi |  | 61' |
| CB             | 17 | Renato Buso         |  | 76' |
| Trenér:        |    |                     |  |     |
| Vujadin Boškov |    |                     |  |     |

| GK              | 1  | Giovanni Cervone  |  |     |
| CB              | 2  | Luigi Garzja      |  |     |
| CB              | 5  | Aldair            |  |     |
| CB              | 6  | Sebino Nela       |  |     |
| DM              | 4  | Walter Bonacina   |  |     |
| RM              | 7  | Thomas Häßler     |  |     |
| CM              | 8  | Fabrizio Di Mauro |  | 78' |
| LM              | 3  | Amedeo Carboni    |  |     |
| AM              | 10 | Giuseppe Giannini |  |     |
| FW              | 11 | Roberto Muzzi     |  |     |
| FW              | 9  | Rudi Völler       |  | 23' |
| Střídání:       |    |                   |  |     |
| DF              | 13 | Marco De Marchi   |  | 23' |
| MF              | 17 | Fausto Salsano    |  | 78' |
| Trenér:         |    |                   |  |     |
| Ottavio Bianchi |    |                   |  |     |